# Sparks (t.A.T.u.)
Sparks, versione inglese del brano 220, è un singolo del duo musicale russo t.A.T.u., pubblicato il 13 aprile 2010 come terzo e ultimo estratto dal terzo album in studio in lingua inglese Waste Management.

## Descrizione
Il brano, scritto e composto da Valerij Polienko e Leonid Aleksandrovskij, è stato pubblicato nella primavera del 2010 per la promozione del terzo album internazionale del duo, Waste Management, e rappresenta l'ultimo singolo delle t.A.T.u. prima dello scioglimento ufficiale.

## Video musicale
Il videoclip è stato girato il 2 marzo 2008 da James Cox, lo stesso giorno in cui si sono tenute le riprese della controparte russa. La clip è stata pubblicata sul canale YouTube delle t.A.T.u. il 13 aprile 2010 ed è molto simile alla versione in russo: le ragazze, abbigliate con costumi burlesque, cantano e ballano sulla canzone con la band che suona alle loro spalle. 

### Prima versione
Il video era inizialmente stato concepito in maniera diversa. Le t.A.T.u. infatti girarono un altro video per questo brano, dove appaiono con indosso giacchetti in plastica trasparente, mentre cantano la canzone in una stanza riempita di luci cadenti dal soffitto. Ad ogni modo, Julia Volkova descrisse il video come una seconda versione di Gomenasai, e l'idea fu scartata. Alcune scene del video inedito trapelarono successivamente in Internet.

## Tracce
1. Sparks – 3:10

CD/EP promo (Brasile)
1. White Robe – 3:40
2. Sparks – 3:10
3. Snowfalls – 3:13
4. White Robe (music video) – 3:31
5. Sparks (music video) – 3:11